# Genómica comparativa
La genómica comparativa estudia las semejanzas y diferencias entre genomas de diferentes organismos. Es un intento de beneficiarse de la información proporcionada por las firmas de la selección natural para entender la función y los procesos evolutivos que actúan sobre los genomas. Aunque es todavía un campo reciente, promete adquirir nuevas percepciones sobre muchos aspectos de la evolución de las modernas especies. La cantidad total de información contenida en los genomas más complejos (750 Mbp mega pares de bases en el caso del ser humano) requiere la automatización de los métodos de la genómica comparativa. La predicción de genes es una aplicación importante de la genómica comparativa, como también lo es el descubrimiento de nuevos y no codificantes, pero funcionales, elementos del genoma.
La genómica comparativa se aprovecha tanto de las similitudes como de las diferencias en las proteínas, ARN, y regiones reguladoras de diferentes organismos para inferir cómo la selección natural ha actuado sobre tales elementos. Aquellos elementos que son responsables de similitudes entre diferentes especies se conservarían a través del tiempo (selección estabilizadora), mientras que los elementos responsables de las diferencias entre especies deberían divergir (selección direccional). Finalmente, aquellos elementos que no son importantes para los sucesos evolutivos del organismo no serán conservados (la selección es neutral). 
La identificación de los mecanismos de la evolución del genoma eucariota mediante genómica comparativa es uno de los objetivos importantes de esta área. Sin embargo, a menudo es complicado dada la multiplicidad de eventos que han tenido lugar a través de la historia de linajes individuales, dejando sólo trazas distorsionadas y superpuestas en el genoma de cada organismo vivo. Por esta razón, los estudios por genómica comparativa de pequeños organismos modelo (la levadura, por ejemplo) son de gran importancia para avanzar en nuestro conocimiento de los mecanismos generales de la evolución.

## Genes ortólogos y parálogos
Los genes homólogos posibilitan el reconocimiento de funciones comunes en distintos organismos, ya sea gracias a los genes ortologos (genes homólogos presentes en distintos organismos que codifican proteínas con la misma función y que han evolucionado mediante descendencia directa) o a los genes parálogos (genes homólogos presentes en un mismo organismo que codifican proteínas con funciones similares, pero no idénticas).
La genómica comparativa se puede enfocar hacia el estudio de genomas de distintos organismos.
Estas comparaciones también permiten refinar la identificación de los genes que codifican proteínas dentro de un genoma determinado. Por ejemplo, los exones pertenecientes a genes ortólogos están muy conservados en relación con las secuencias de DNA no codificantes, como las que forman los intrones. Las comparaciones simples de los genomas del ratón y el ser humano permitieron identificar gran cantidad de exones muy conservados. Debido a la conservación de las secuencias que codifican proteínas no surgen ambigüedades cuando se desea distinguir exones provenientes de otras secuencias conservadas, como los amplificadores. El análisis comparativo ayuda a identificar exones cortos, algunos ubicados cerca del extremo 5’ del gen y el promotor central, que con frecuencia pasan inadvertidos en los programas de predicción de genes.

## Genomas de orgánulos celulares
Las mitocondrias poseen un tipo especial de ADN, el ADN mitocondrial (ADNmt), que codifica un número limitado de ARNs y proteínas esenciales para el desarrollo de la función mitocondrial. Este ADNmt presenta grandes variaciones de unos organismos a otros. El origen de este ADNmt es el proceso de endosimbiosis, la fusión de una bacteria endosimbiótica con una primitiva célula eucariota. La principal función de las mitocondrias es la formación de ATP mediante la fosforilación oxidativa, por lo que sería lógico que los genes que regulan esa función se encontraran en el ADNmt. Sin embargo, muchos genomas mitocondriales carecen de muchos de estos importantes genes, que sí se encuentran en el genoma nuclear. Esto es una evidencia de la transferencia intranuclear de genes.

## Genomas de procariotas
Actualmente, hay una cantidad estimable de genomas de organismos procariotas ya secuenciados. El tamaño de estos genomas es pequeño (de unos 500000 pb a 9000000 pb). Este tamaño varía incluso dentro de la misma especie. Los organismos con genomas más pequeños suelen vivir en hábitats muy restringidos (bacterias que habitan dentro de otro organismo), con unas características muy estables. Los organismos con genomas más grandes habitan en zonas más complejas y variables (suelo o raíces de plantas), por lo que pueden llegar a necesitar genes que para otros organismos serían inútiles. Las bacterias pueden generar información genética nueva mediante duplicación de genes, inserción de elementos genéticos transponibles y transferencia horizontal de genes, proceso gracias al cual dos especies bacterianas pueden intercambiar información genética a lo largo de la evolución. El intercambio puede realizarse mediante la captación de ADN del ambiente por parte de la bacteria debida al intercambio de plásmidos o a través de vectores virales. 
El número de genes que codifican funciones biológicas (traducción, transcripción) es similar en las distintas especies de bacterias, lo que indica que esas funciones están codificadas por un grupo de genes presentes en todas las especies. Por el contrario, funciones como la biosíntesis o el metabolismo energético están reguladas por un número variable de genes, dependiendo de la especie.

## Genomas de eucariotas
Hoy en día hay 1830 genomas de organismos eucariotas secuenciados completamente ( según el NCBI), aunque muchas de las secuencias poseen brechas y las regiones de heterocromatina pueden no estar secuenciadas. Por todo esto, los tamaños de estos genomas suelen ser estimaciones. Los genomas eucarióticos son más grandes que los de organismos procariotas, a la vez que los genomas de organismos ecuariotas pluricelulares son mayores que los genomas de organismos unicelulares. Estos genomas también contienen más genes que los de organismos procariotas. Los genomas de eucariotas presentan copias múltiples de varios genes, una señal de la importancia de la duplicación génica en el éxito de la evolución. 
Un característica de los genomas eucariontes es la presencia de desiertos génicos, zonas del genoma libres de genes o secuencias funcionales, que llegan a representar el 25% de la eucromatina total. Una gran parte de los genomas de los organismos pluricelulares está formada por secuencias moderadas y altamente repetitivas, que pueden haber surgido por transposición. En el caso del ser humano, el 45% del ADN del genoma proviene de elementos transponibles. 
Gracias a las combinaciones entre los distintos dominios presentes en los genomas de los vertebrados, este tipo de animales posee una mayor diversidad proteica que otros organismos con un número similar de dominios.

## Genoma Humano
Tiene una longitud de 3200 millones de pb, aunque sólo el 25% del ADN se transcribe a ARN y menos del 2% codifica proteínas. Los genes activos suelen estar separados por grandes regiones de ADN no codificante. Los intrones de los genes humanos son mucho más largos y abundantes que los de otros genomas. Un mismo gen suele codificar varias proteínas gracias al corte y empalme alternativo. Cada gen codifica dos o tres ARNm de media, lo que significa que el genoma humano, que consta de unos 24000 genes, podría codificar unas 72000 proteínas. Los elementos transponibles también son más abundantes en el genoma humano que en el de otros organismos.

## Sintenia
Uno de los hallazgos más importantes del análisis genómico comparativo es el grado elevado de sintenia, que es la conservación de las conexiones genéticas, y se observa entre animales poco relacionados. Entre los ratones y los seres humanos la sintenia es muy extensa. En muchos casos esta conexión incluso se extiende al pez globo, que comparte un antepasado con los mamíferos, que data de hace más de 400 millones de años. La sintenia extensa observada en el genoma de los vertebrados y la expresión coordinada de genes relacionados en Drosophila hacen sospechar la posibilidad de la presencia de genes vecinos que comparten secuencias reguladoras. En un informe de bioinformática reciente realizado en Drosophila se sugirió que entre 10 y 20 genes relacionados dentro de un dominio cromosómico que posee 100 a 200 kb exhiben patrones de expresión genética similares. Cada uno de los 500 a 1000 dominios cromosómicos presentes en Drosophila podrían conservar una sintenia fija debido a la dependencia de secuencias reguladoras compartidas.

## Actualidad de la genómica comparativa
Tras recorrer un largo camino desde su uso inicial como identificadora de proteínas funcionales, la genómica comparativa se concentra ahora en encontrar regiones reguladoras y moléculas de ARNip (ARN interferente pequeño, del inglés small interfering RNA, o siRNA). Se ha descubierto recientemente que especies lejanamente relacionadas comparten a menudo largos tramos de ADN conservados que no parecen codificar ninguna proteína. Se desconoce por ahora la funcionalidad de tales regiones ultraconservadas.
Los enfoques computacionales de la comparación genómica se han convertido recientemente en un tópico de investigación en informática. El desarrollo de las matemáticas asistidas por ordenador (con productos tales como Mathematica o Matlab) ha ayudado a ingenieros, matemáticos e informáticos a comenzar a operar en este dominio, y una colección pública de casos de estudio y demostraciones está creciendo, extendiéndose desde comparaciones de genomas completos hasta el análisis de la expresión de genes. Todo ello ha incrementado la introducción de ideas diferentes, incluyendo conceptos tomados de sistemas y su control, teoría de la información, análisis de series y minería de datos. Se prevé que la aproximación computacional llegará a ser un tema estándar de investigación y docencia, mientras que los estudiantes con soltura en ambos temas empiezan a formarse en los múltiples cursos creados en los últimos años.
La genómica comparativa sirve para poder identificar posiciones de nucleótidos que han permanecido sin cambios durante millones de años de evolución. En 2011, el Proyecto 29 Mamíferos identificó regiones de restricción evolutiva de 12 pares de bases que representan el 4,2% del genoma, demostrando estar vinculadas a la heredabilidad de enfermedades complejas. El Proyecto Zoonomia, amplia el número de especies y utiliza un alineamiento independiente de un genoma de referencia único, en el cual  busca detectar restricciones evolutivas con mayor resolución en el linaje euteriano, proporcionando recursos genómicos para más de 130 especies previamente no caracterizadas.

## También en la Wikipedia
- Evolución biológica
- Evolución molecular
- Deriva genética
- Genómica
- Selección natural
- Reloj molecular
- Biología evolutiva
- Anatomía comparada
- Organismo modelo